# Зелена Діброва (Запорізький район)
Зелена Дібро́ва — село в Україні, у Новомиколаївській селищній громаді Запорізького району Запорізької області. Населення становить 104 осіб. До 2020 орган місцевого самоврядування - Терсянська сільська рада.

## Географія
Село Зелена Діброва знаходиться на лівому схилі балки Гірка, по дну якої протікає річка Балка Левицька, вище за течією на відстані 0,5 км розташоване село Розівка.

## Історія
7 (20) листопада 1917 року, відповідно до Третього Універсалу Української Центральної Ради, увійшло до складу Української Народної Республіки.
12 червня 2020 року, відповідно до Розпорядження Кабінету Міністрів України від № 713-р «Про визначення адміністративних центрів та затвердження територій територіальних громад Запорізької області», увійшло до складу Новомиколаївської селищної громади.
19 липня 2020 року, в результаті адміністративно-територіальної реформи та ліквідації Новомиколаївського району, село увійшло до складу Запорізького району.

## Населення

### Мова
Розподіл населення за рідною мовою за даними перепису 2001 року:
| Мова            | Кількість | Відсоток |
| --------------- | --------- | -------- |
| українська      | 98        | 94.23%   |
| російська       | 4         | 3.85%    |
| інші/не вказали | 2         | 1.92%    |
| Усього          | 104       | 100%     |

## Відомі люди
В поселенні народились:
- Яковенко Михайло Олександрович (нар. 1938) — український архітектор.
- Стишов Олександр Анатолійович (нар. 1957) — український мовознавець.